# 崔成恩
崔成恩（韓語：최성은，1996年6月17日—），或译崔圣恩，韓國女演員。2019年通過電影《青春催落去》出道，並憑藉此片獲得第25屆春史電影節最佳新人女演員獎項。2021年在JTBC電視劇《怪物》以成熟的演技被稱為“怪物新人”，2022年首次主演Netflix原創劇集《魔幻之音》及電影《紳探追緝令》。

## 影視作品

### 電視劇
| 年份   | 電視臺  | 劇名                | 角色   | 備註 |
| 2020年 | MBC     | 《SF8：宇宙人趙安》 | 李奧   | 主演 |
| 2021年 | JTBC    | 《怪物》            | 劉才怡 | 配角 |
| 2022年 | Netflix | 《魔幻之音》        | 尹雅伊 | 主演 |
| 2025年 | KBS2    | 《最後的夏天》      |        | 主演 |

### 電影
| 年份   | 片名                   | 角色   | 備註     |
| 2019年 | 《青春催落去》         | 京珠   |          |
| 2019年 | 《畢業電影》           | 採銀   | 短篇電影 |
| 2019年 | 《膿》                 | 濟夏   | 短篇電影 |
| 2021年 | 《十個月的未來》       | 未來   | 獨立電影 |
| 2021年 | 《乳頭第三次大戰》     | 龍PD   | 短篇電影 |
| 2022年 | 《紳探追緝令》         | 金華珍 | 主演     |
| 2024年 | 《路基完》             | 瑪麗   | 主演     |
| 2024年 | 《加把劲儿的时间》（힘을 낼 시간） | 秀敏   | 主演     |
| 待公布 | 《疯狂舞蹈办公室》     | 妍景   | 主演     |

### 綜藝節目
| 播出日期              | 播放頻道 | 節目名稱   | 備註                       |
| 2022年9月9日—10月21日 | TVING    | 《青春MT》 | 以《魔幻之音》主演身份參與 |

## 奬項
| 年份 | 頒獎典禮                   | 獎項                    | 作品               | 結果 | 参考   |
| 2020 | 第25屆春史電影節           | 最佳女子新人獎          | 《青春催落去》     | 獲獎 |        |
| 2021 | 第57屆百想藝術大獎         | 電視部門 女子新人演技獎 | 《怪物》           | 提名 |        |
| 2022 | 第58屆百想藝術大獎         | 電影部門 女子新人演技獎 | 《十個月的未來》   | 提名 | [ 7 ]  |
| 2022 | 第30屆釜日電影獎           | 女子新人演技獎          | 《十個月的未來》   | 獲獎 | [ 8 ]  |
| 2024 | 第25届全州國際電影節       | 演员奖                  | 《加把劲儿的时间》 | 獲獎 | [ 9 ]  |
| 2024 | 第32届大韩民国文化演艺大奖 | 电影部门 最优秀演技奖   | 《路基完》         | 獲獎 | [ 10 ] |

## 外部連結
- 崔成恩的Instagram帳戶
- 崔成恩在NAVER上的资料
- 崔成恩在Daum上的资料
- 崔成恩在韩国电影数据库（KMDb）上的資料（韓語）
- 崔成恩在互联网电影资料库（IMDb）上的資料（英文）
- 崔成恩在HanCinema的頁面（英文）（英文）